# Lanistes neritoides
Lanistes neritoides е вид коремоного от семейство Ampullariidae. Видът е критично застрашен от изчезване.

## Разпространение
Разпространен е в Република Конго.